# وادي مكة (شركة)
شركة وادي مكة للتقنية هي شركة استثمارية سعودية مملوكة لجامعة أم القرى، تأسست بموجب مرسوم ملكي في أبريل 2012 بهدف أن تكون شركة مختصة في بناء مجتمع المعرفة واقتصادها لإثراء الإنسان والمكان والمنتجات المعرفية.

## نظرة عامة
شركة وادي مكة تعد الذراع الاستثماري لجامعة أم القرى وتهدف إلى المساهمة في تطوير اقتصاد المعرفة عبر الشراكة بين المؤسسات التعليمية والبحثية ومجتمع الأعمال والاستثمار على أسس تجارية، من خلال الاستثمار في المشاريع المشتركة التي تصقل الخبرات، والتطبيق العملي لطلبة الجامعة وأساتذتها.

## الشركات التابعة والأقسام

### الشركات
- وادي مكة للتقنية
- وادي مكة للاستثمار
- وادي مكة للمعرفة
- وادي مكة العقارية

### الجهات
- مركز البحث والإبتكار في السلامة المهنية
- زمكان (مساحات عمل مشتركة)
- معمل الإبتكار

## معمل الابتكار
يحتوي وادي مكة على قسم تصنيع رقمي متكامل للنماذج الأولية، يُمكن المستفيدين من تصنيع نماذج أولية بأقل تكلفة لتجربة الأفكار والتحقق من مدى الجدوى وإمكانية تنفيذها.
ويقدم المعمل خدمات منها:
- الاستشارات والدعم التقني والفني.
- مساحة عمل مشتركة.
- تصنيع ألواح الدوائر الإلكترونية PCB.
- القص و النقش والنحت بالليزر.
- طباعة ثلاثية الأبعاد.

## معرض الصور

### معمل الإبتكار

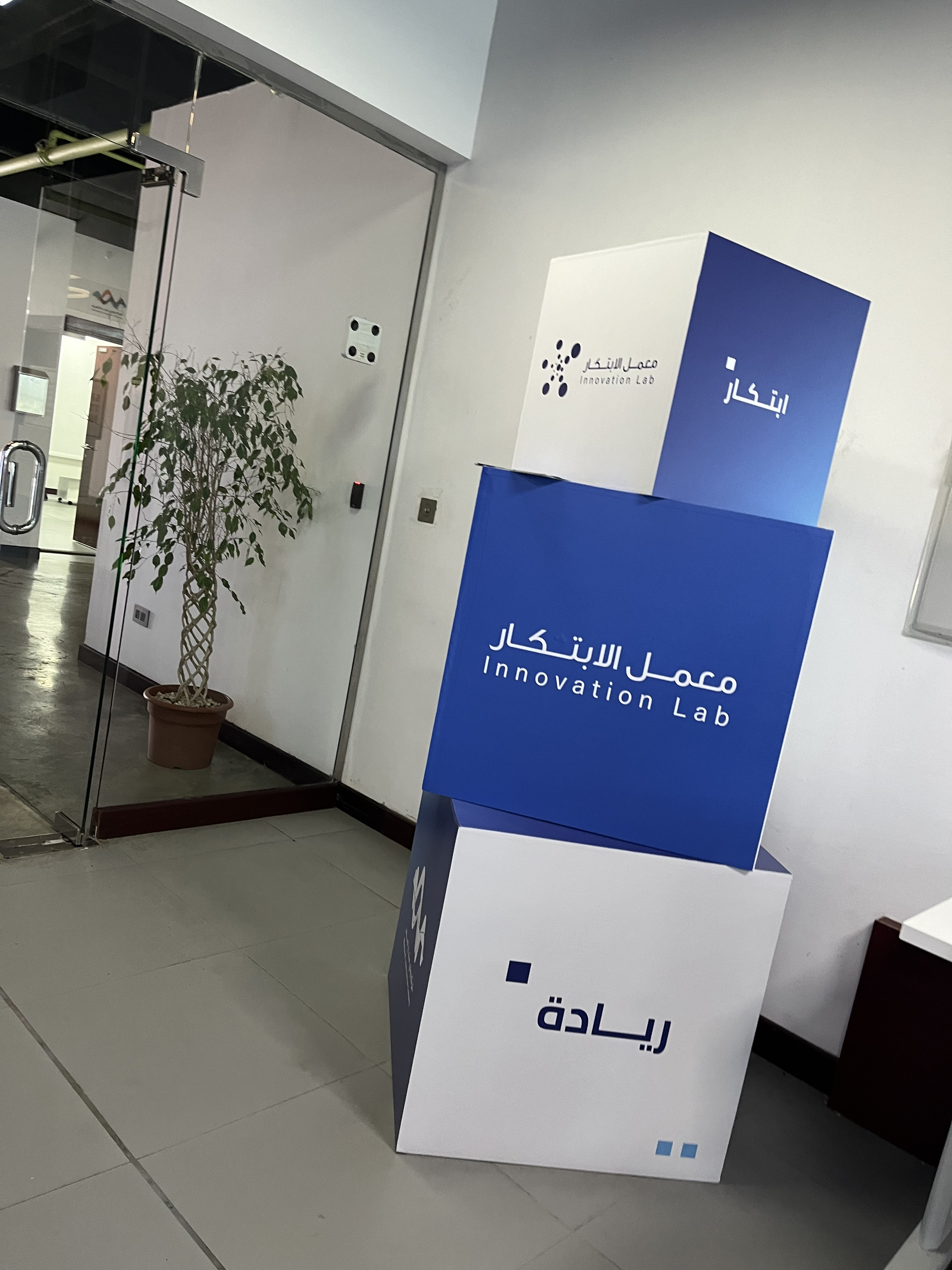
صورة من الداخل.
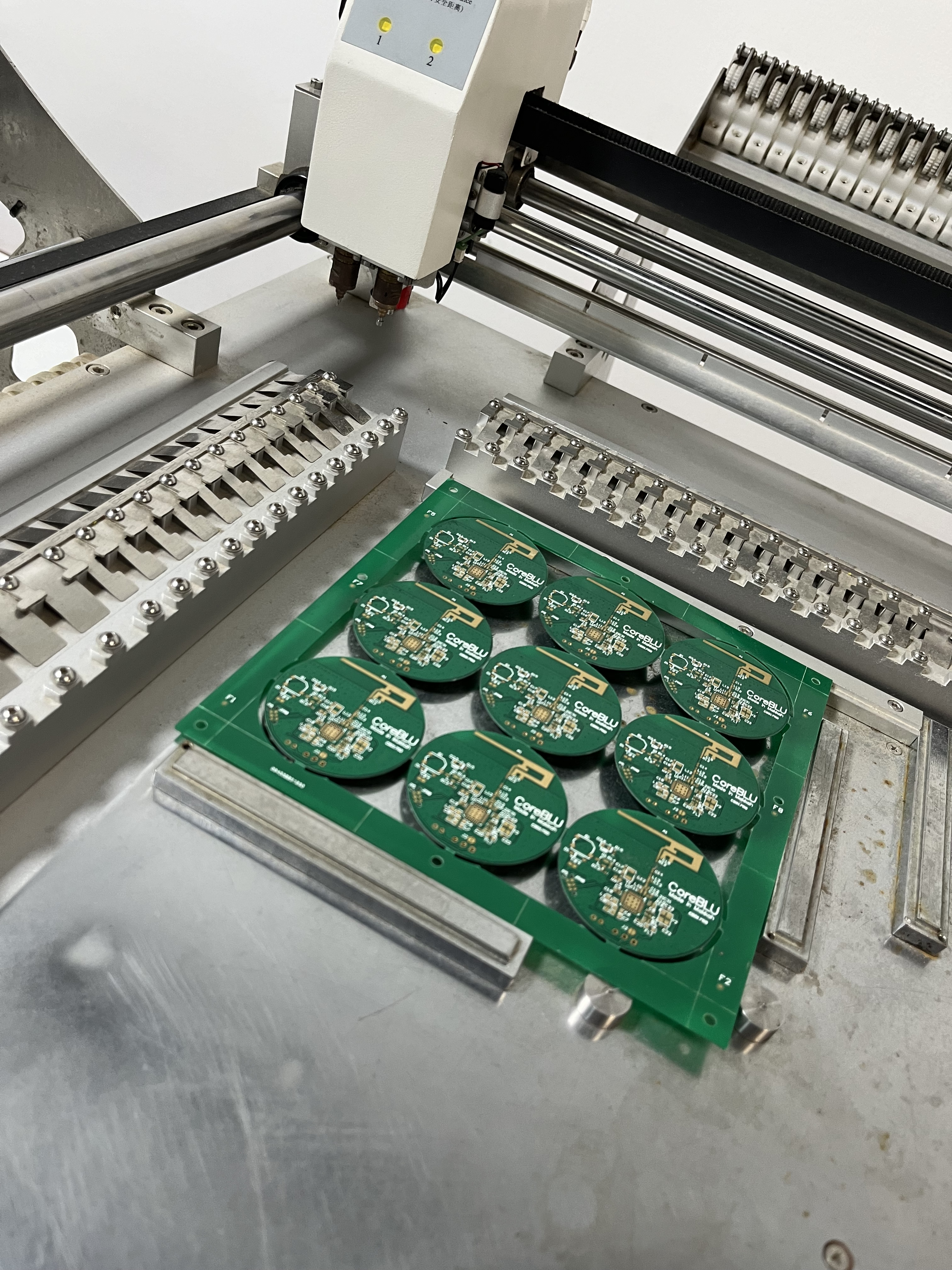
ألواح دوائر كهربائية مطبوعة داخل المعمل.
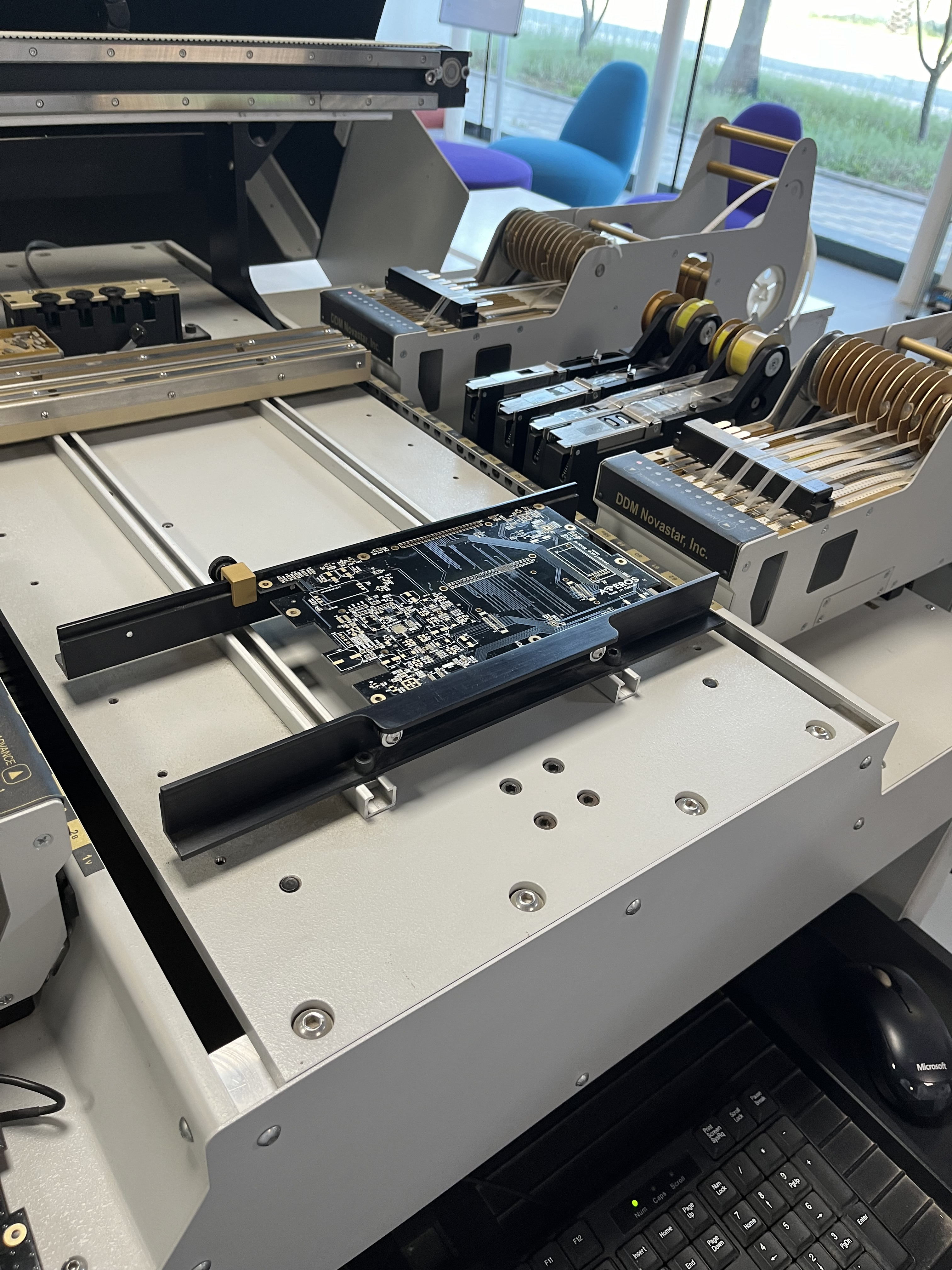
آلة لتصنيع دوائر كهربائية متكاملة.
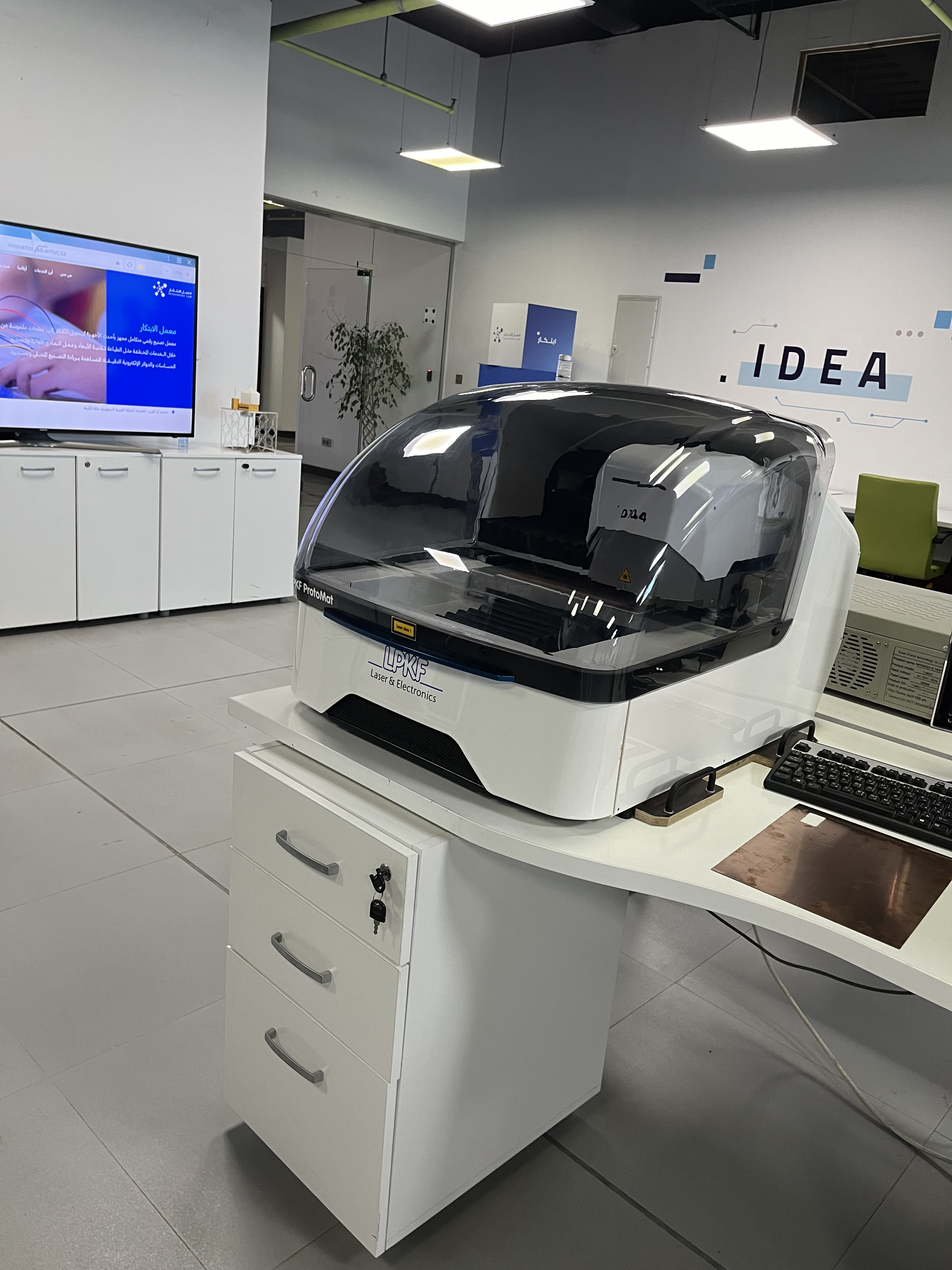
إحدى الطابعات في المعمل.
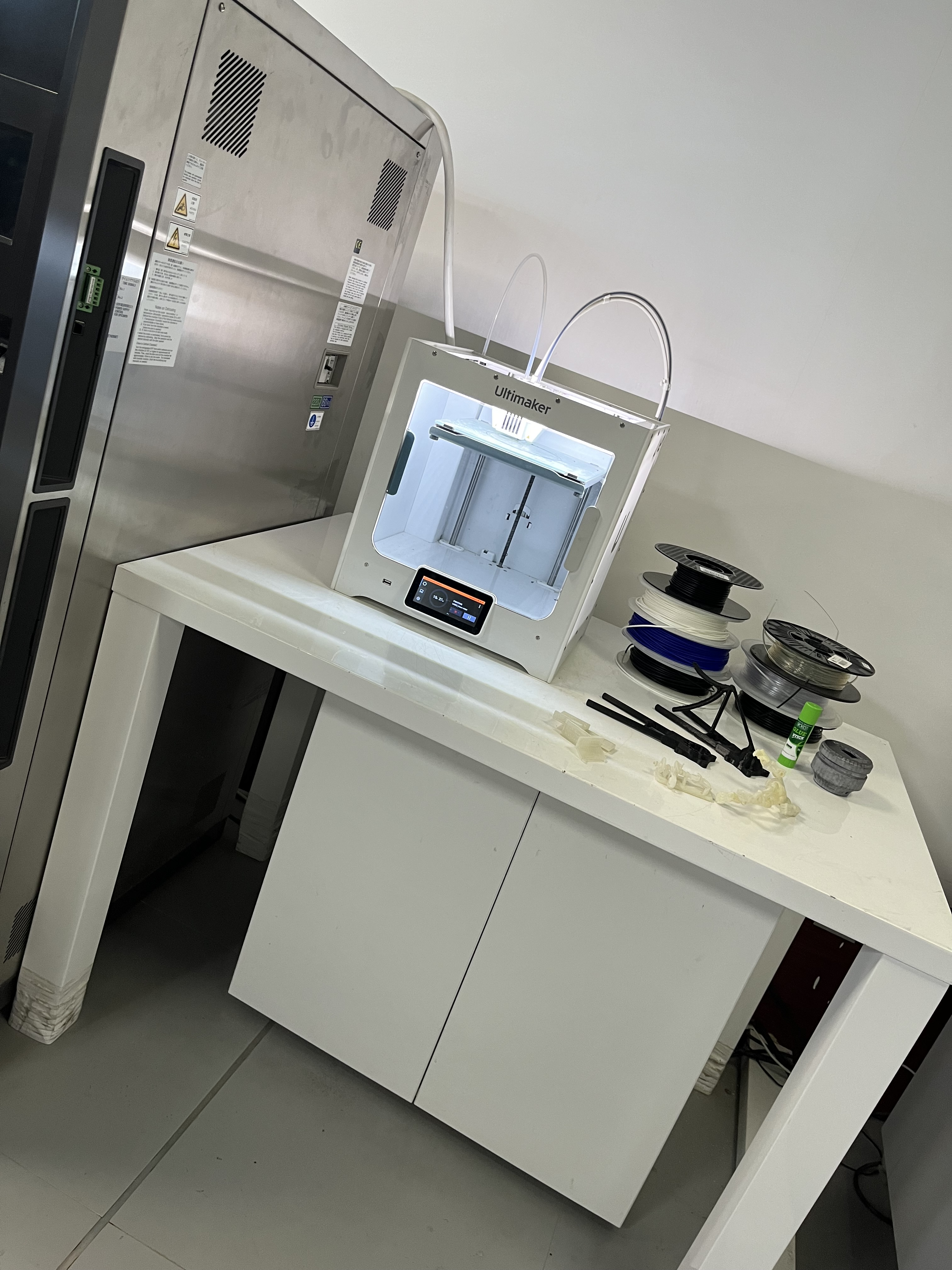
بيئة اختبار درجات الحرارة.[غير مفهوم]
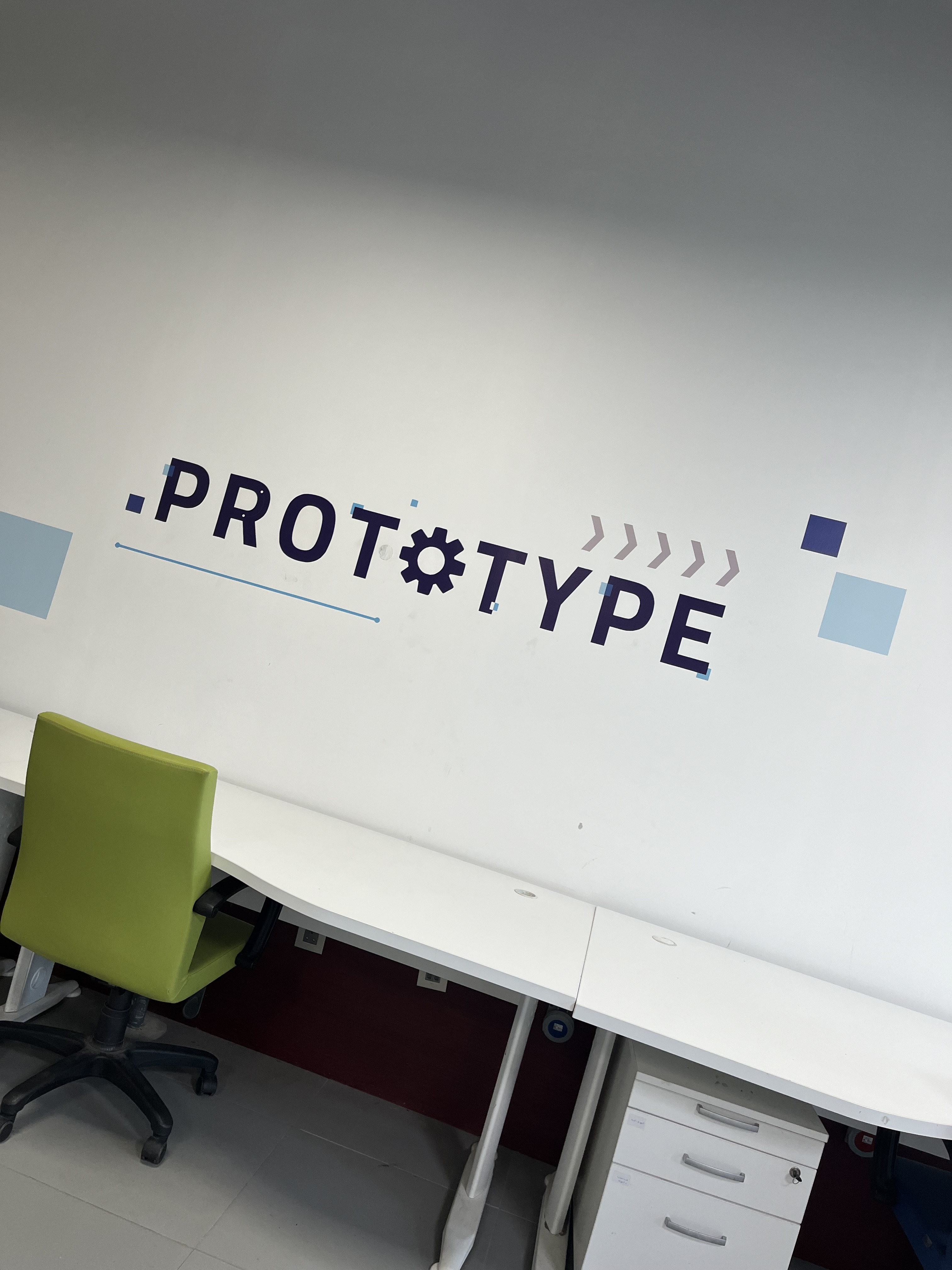
ورق الجدار داخل المعمل.

## وصلات خارجية
الموقع الرسمي